# ASICS
ASICS е японска корпорация, един от лидерите в производството на спортни обувки и облекло. Към нея има и модно направление под названието Onitsuka Tiger.

## История
Историята на компанията ASICS започва на 1 септември 1949 г. под името Onitsuka Co., Ltd. Основателят Кихачиро Оницука (на японски: 鬼塚 喜八郎) смята, че спортът може да въодушеви гражданите на победена Япония. Той решава да помогне на японската младеж в това тежко за страната време, като произведе добри спортни обувки за всички. Самият Оницука започва с производството на баскетболни обувки в родния си град Кобе, префектура Хього, Япония. Така се ражда фирмата Onitsuka Tiger.
В началото на своето съществуване компанията доставя стоки само на вътрешния пазар на Япония и от това се възползват основателите на корпорацията Nike Фил Найт (Phil Knight) и Бил Бауърман (Bill Bowerman), като закупуват японски кецове и ги препродават в САЩ. През 1977 г., след разширение, компанията Onitsuka Tiger е преименувана на ASICS – съкращение от латинския израз „Anima sana in corpore sano“, който в превод означава „Здрав дух в здраво тяло“. В град Кобе е построен спортен научноизследователски институт за изучаване и проектиране на спортни обувки.
Девизът на компанията е Sound Mind, Sound Body („Здрав дух, здраво тяло“).

## Днешно време
Понастоящем ASICS заема 5-о място в света сред най-големите компании, произвеждащи спортно облекло и обувки.
Към края на 2020 г. щатът на компанията ASICS наброява над 8900 служители по целия свят. През последните години компанията става най-бързо растящата марка за спортни обувки в Европа. Брандът ASICS се отнася към върховите брандове сред производителите на спортно облекло и обувки.

## Рекламно спонсорство
- Кристоф Льометър[6]
- Райън Хол[6] – американски бегач на дълги дистанции, единственият бял маратонец, постигнал резултат в маратона под 2:05:00 (2:04:58 в Бостън, 2011 г.)
- Мара Ямаучи[6]
- Лоло Джонс[6]